# Fédération française de belote
Pour les articles homonymes, voir FFB.
Une Fédération française de belote (FFB) doit être l'organisme national chargé de gérer et de promouvoir la pratique de la belote en France, notamment par l'organisation d'un championnat qui sert à désigner le meilleur joueur de belote en France. Plusieurs associations ont été créées successivement.
Après huit années de mise en sommeil, la Fédération française de Belote reprend son activité fin 2024[réf. nécessaire], sous l'égide d'un nouveau bureau composé d'agents EdF issus d'un centre d'ingénierie situé à Marseille. 

## Existences multiples
Depuis 1999, plusieurs associations ont été déclarées sous la dénomination « Fédération française de belote » :
- une association située à Dax, déclarée à la sous-préfecture de Dax le 27 février 1999[1] ;
- une association située à Bastia, déclarée à la préfecture de la Haute-Corse le 27 novembre 2000[2] ;
- une association située à Paris, déclarée à la préfecture de police le 9 avril 2010[3] ;
- une association située à Nice, déclarée à la préfecture des Alpes-Maritimes le 5 avril 2015[4]

Deux autres associations dénommées « Fédération française de belote » existaient simultanément en 1984.

## Organisation
La Fédération française de belote organise le championnat de France de belote regroupant les meilleurs joueurs français métropolitains et des DROM/COM.